# Lights (cantora)
Valerie Anne Poxleitner  (nascida em 11 de abril de 1987), conhecida artisticamente como Lights, é uma cantora e compositora canadense. Com milhões de execuções no Myspace seu som é uma mistura de melodias suaves com uma pitada de eletrônico. Dentre suas músicas mais famosas estão: "Drive My Soul", "Ice", "Second Go", "Toes" e "Banner". Ja esteve em turnê com o cantor de synthpop Owl City pela Europa, EUA e Canadá. Em 2009 venceu o mais importante prêmio da música canadense, o Juno Awards, na categoria de Revelação do Ano.

## Vida e Carreira

### Infância
Lights nasceu na cidade de Timmins, Ontario (Canadá). Ela é filha de pais missionários e passou muito tempo da sua infância em várias partes do mundo, desde as Filipinas até à Jamaica. Tem descendência alemã e austríaca. Correntemente vive na província de British Columbia (Canadá). 
Com quatro anos, ela foi diagnosticada como sofrendo de transtorno do déficit de atenção com hiperatividade e, desde então até hoje, toma Ritalina.
Quando lhe foi perguntado quando ela escreveu a primeira música, ela respondeu: “Eu tinha 11 anos, e tinha aprendido três acordes na guitarra. Foi a primeira vez que eu aprendi como tocar guitarra e queria escrever uma música com eles, então disse à minha mãe para ela escolher um número de 1 a 150 e ela escolheu 5, ou algo assim. Eu não consigo lembrar-me do número exacto, mas eu fui e abri a Bíblia e lá estavam os 150 Salmos, então escolhi o 5º e escrevi uma música com isso e começou a coisa mais importante da minha vida.”

### Carreira na música
Lights é uma compositora da Sony/ATV Music Publishing. No início de 2008, a Lights viajou pelas cidades da região de Great Lakes, e no final de 2008 viajou pelo Estados Unidos em tour.
Em Agosto de 2008, Lights assinou um contracto com a Underground Operations em parceria com a Doghouse Records. Na mesma altura, a sua música “Drive My Soul” atingiu o #18 no top Canadian Hot 100. O seu single seguinte, “February Air”, foi lançado dia 9 de Dezembro de 2008 e atingiu a posição #3 no MuchMusic (programa canadiano equivalente ao TRL americano). O single Saviour foi lançado nas rádios canadianas dia 6 de Julho de 2009, e faz parte do seu álbum de estreia, The Listening (lançado a 22 de Setembro no Canadá e a 6 de Outubro nos Estados Unidos 2009). De acordo com a Lights, a capa do álbum é inspirada na Sailor Moon, Watchmen e 28 Days Later.
A banda que a acompanha ao vivo é composta pelo Adam Weaver nos sintetizadores e o Maurie Kaufmann na bateria. Desde 2002 que o manager da Lights é o músico canadiano e locutor da CBC Radio, Jian Ghomeshi.
No início de 2009, Lights lançou “Ice” como single, com um videoclipe feito por ela que foi lançado no Myspace, mais tarde no dia 10 de Novembro de 2009 ela lançou um segundo videoclipe para “Ice” no Canadá e Estados Unidos da América. No dia 10 de Agosto de 2009, o seu videoclipe para Saviour foi lançado. Numa entrevista para o website Hall-Musique, Lights anunciou que espera que o seu primeiro álbum (The Listening) seja lançado na Europa no início de 2010.
Em Fevereiro de 2010 a Lights anunciou através do Twitter que o seu 5ºsingle no Canadá é o "Second Go". Também foi anunciado no mesmo mês no site Alter Press que a 15 de Março de 2010 "Ice" será lançado como single no Reino Unido e o álbum "The Listening" a 17 de Maio.

#### Tour
Lights já deu concertos no Canadá, Estados Unidos e Reino Unido.  A sua primeira tour foi com as bandas Copeland, Lydia e Lovedrug. Lights tem tido várias aparências na televisão, que incluem o programa MuchMusic (em Dezembro de 2008, Setembro de 2009 e Novembro de 2009) e a MTV Live em Março de 2009. Lights participou na conhecida Warped Tour no ano de 2009 durante um mês inteiro, em que deu concertos por várias cidades dos EUA e Canadá. Lights também actuou na Facebook Party no SXSW em Austin, Texas no dia 15 de Março de 2009.
Em Setembro de 2009, Lights andou em tour com a banda britânica Keane e nos meses seguintes até ao final desse mesmo ano esteve em tour em nome próprio pelos Estados Unidos e Canadá.
De Janeiro a Maio de 2010, Lights irá andar em tour com o seu contemporâneo artista synthpop Owl City pelos Estados Unidos, Canadá e Europa.

#### Prémios
Lights venceu dois indie awards para “Favorita artista a Solo” e “Single Favorito”(por Drive My Soul) durante o Canadian Music Week em Março de 2009 em Toronto. Ganhou o prémio de “Melhor Nova Artista” na Hot AC e CHR.
O prémio mais importante até agora na sua carreira foi o prémio de “Melhor Nova Artista” nos Junos Awards 2009 (prémios Canadianos equivalentes aos Grammys americanos).
Lights tem sido muito bem recebida na imprensa Canadiana.

### Outras aparências, colaborações e covers
Lights canta em três músicas da banda The Februarys ("Meant for Each Other," "Home Is Where the Heartache Is", e "I Was Always Thinking of You.")  bem como na música “EveryDay” da banda Ten Second Epic (onde também aparece no videoclipe). Ela faz parte da banda sonora do filme canadense “One Week” e contribuiu com vocais para a música “The End” do álbum de 2009 (A Shipwreck in the Sand) da banda de post-hardcore, Silverstein. Ela também gravou a música "Don't Go", com a banda de metalcore Bring Me The Horizon.
O seu single “February Air” vendeu 12,000 cópias no início de 2008 depois de aparecer num anúncio na loja de roupa Old Navy. Old Navy descobriu a música de Lights no Myspace e quis que as suas músicas fossem a banda sonora dos anúncios, a Lights aparece a cantar em um deles.
Lights é uma das compositoras para a série televisiva Instant Star, onde trabalha em equipa com outros músicos para criar a banda sonora da Série. Lights e o Luke McMaster criaram a música “Perfect”, que é cantada pela personagem Jude Harrison (actriz Alexz Johnson) na série. A música é uma alusão à canção “Penny Lake” dos The Beatles. No CD da banda sonora da série é a Lights que é creditada pela música e é ela que canta a música, não a Alexz Johnson.
Lights não tem covers oficialmente lançados, mas tem feito alguns em concertos e em aparências nas rádios. Alguns dos seus covers são “Don’t Matter” do Akon, “In the Air Tonight” de Phil Collins e “I Want It That Way” dos The Brackstreet Boys”. Lights também fez um cover em um dos seus vídeo blogs da música "i can't see the light" da banda inglesa de metalcore, Architects.
Em Setembro de 2009, ela colocou na sua conta de youtube um cover da músca “Lost!” da banda Coldplay.
Em 2009, Lights e o Trevor Boris fizeram uma nova theme para o programa televisivo MuchOnDemand, como nome “Freakin’ MOD”. O público votou para que a antiga música inicial do programa fosse substituída por esta.

### Influências e Contemporâneos
Numa entrevista, Lights indicou que a sua primeira influência é a Bjork. Também disse que tem influências de Phil Collins, Abba e The Knife.
Os seus vocais já foram comparados a Vanessa Carlton, de que a Lights era fã quando mais nova. E a produção da sua música foi comparada a Dntel com influências de M83 e Depeche Mode.
Lights é associada pelos ouvintes a Owl City, que é um artista de synthpop americano. Os fãs da Lights às vezes referem-se a Adam Young (Owl City) como “o Lights masculino” e os fãs de Owl City referem-se à Lights como “a rapariga Owl City”. Ambos os artistas são fãs um do outro e irão andar juntos em tour nos Estados Unidos e Europa no início de 2010.

### Caridade
Lights apoia a instituição/organização de Toronto “Skate4Cancer” e fez uma música para ser utilizada pela organização. A música tem o nome de “Year of the Cure”.  Lights também apoia “World Vison 30 Hour Famine”

## Filmografia
Lights, fortemente ligada a banda-desenhada e coisas do espaço, tem também uma série (banda desenhada animada) que passa na MTV, “Audio Quest: A Captain Lights Adventure” que é protagonizada pela super-heroina Captain Lights, que é o seu alter-ego. Esta série é uma colaboração entre ela e o Tomm Coker, ilustrador da Marvel. Lights faz a voz da personagem principal e as suas músicas fazem parte da banda sonora.

## Discografia

### Álbuns
• 2009: The Listening
01 - Saviour
02 - Drive My Soul
03 - River
04 - The Listening
05 - Ice
06 - Pretend
07 - The Last Thing On Your Mind
08 - Second Go
09 - February Air
10 - Face Up
11 - Lions!
12 - Quiet
13 - Pretend (Reprise)
• 2011: Siberia
01 - Siberia
02 - Where The Fence is Low
03 - Toes
04 - Banner
05 - Everybody Break a Glass
06 - Heavy Rope
07 - Timing is Everything
08 - Peace Sign
09 - Cactus in the Valley
10 - Suspension
11 - Flux and Flow
12 - Fourth Dimension
13 - And Counting
14 - Day One
• 2013: Siberia (Acoustic)
01 - Banner (Acoustic)
02 - Cactus In The Valley (feat. Owl City) (Acoustic)
03 - Where The Fence Is Low (Acoustic)
04 - Siberia (feat. Max Kerman) (Acoustic)
05 - Suspension (Acoustic)
06 - Toes (Acoustic)
07 - Peace Sign (feat. Coeur de Pirate) (Acoustic)
08 - Heavy Rope (Acoustic)
09 - Flux and Flow (Acoustic)
10 - And Couting (Acoustic)
• 2014: Little Machines 
01 - Portal
02 - Running With the Boys
03 - Up We Go
04 - Same Sea
05 - Speeding
06 - Muscle Memory
07 - Oil and Water
08 - Slow Down
09 - Meteorites
10 - How We Do It
11 - Don't Go Home Without Me
12 - Child (apenas na versão Deluxe)
13 - Lucky Ones (apenas na versão Deluxe)
14 - From All Sides (apenas na versão Deluxe)
• 2017: Skin&Earth
01 - Intro
02 - Skydiving
03 - Until the Light
04 - Savage
05 - New Fears
06 - Morphine
07 - We Were Here
08 - Kicks
09 - Giants
10 - Moonshine
11 - Interlude
12 - Magnetic Field
13 - Fight Club
14 - Almost Had Me

### EPs
- 2008: Lights EP
- 2009: Saviour EP (apenas lançado no iTunes)
- 2009: The Ice Pack EP (apenas lançado no iTunes)
- 2010: Acoustic EP
- 2012: iTunes Session (apenas lançado no iTunes)

### Singles
- 2008: Drive My Soul
- 2008: February Air
- 2009: Ice
- 2009: Saviour
- 2010: Second Go

### Outras músicas
- "Casanova"
- "Jess & Jonny"
- "Outrageous"
- "Perfect"
- "The Pity Scene"
- "Romance Is"
- "Sleeping With a Ghost"
- "Year of the Cure"
- "Up Up and Away" (música bonus no iTunes)
- "Lost!" (Coldplay cover)
- "Don't Go" (Com Bring Me The Horizon)
- "Crucify Me" (Com Bring Me The Horizon)
- "The Yacht Club" (com Owl City)
- "Open Water" (Com Blessthefall)

## References